# Le Vagabond (roman)
Pour les articles homonymes, voir Le Vagabond et Wanderer.
Le Vagabond (titre original : The Wanderer) est un roman de science-fiction, écrit par Fritz Leiber, paru aux États-Unis en 1964 et en France en 1969. Le titre original en langue anglaise signifie « celui qui erre », comme l'étymologie du mot "planète" : astre errant".

## Résumé

### Contexte
Le roman se déroule dans un futur situé au XXIe siècle, alors que la guerre froide continue entre États-Unis et Union soviétique. Les deux pays ont installé des bases lunaires permanentes, mais l'URSS, dans la course dans l'espace, devance les États-Unis en ayant lancé une expédition vers Mars.
Les habitants de la Terre découvrent un jour une planète qui semble surgir de nulle part, près de la Lune. Celle-ci est d'ailleurs écartée de sa trajectoire et déchirée par les effets de marée, et est attirée par l'astre mystérieux. La Terre subit également séismes et cataclysmes.
Le nouvel astre est vite dénommé « le Vagabond », en raison de l'étymologie du mot planète. En effet, l'expression grecque πλανήτης αστήρης (planêtês astêrês) désigne les « astres en mouvement » (ou « astres errants »), par opposition aux étoiles qui apparaissent immobiles sur la voûte céleste.

### Les destructions dues à l'arrivée du Vagabond
Sur Terre, l'attraction de cet astre entraîne des destructions inimaginables : typhons, tsunamis, tremblements de terre, éruptions volcaniques, etc.
Des soucoupes volantes apparaissent dans le ciel, dans le but, apparemment, de limiter les effets destructeurs de l'astre.
Les vies et les comportements de divers personnages sont présentés, vivant en Amérique, en Grande-Bretagne, sur un navire en mer, etc. On nous présente aussi les militaires qui contrôlent une mission lunaire, terrés dans un bunker près de Washington.
Les principaux protagonistes du roman sont trois amis de longue date : Paul Hagbolt, accompagné de Margo Gelhorn (et du chat Miaou), vont observer l'éclipse lunaire dans un observatoire californien ; Don Merriam, fiancé de Margo, est l'un des astronautes de la base lunaire américaine.
Les aventures de nombreux autres protagonistes sont présentées :
- Doc (Rudolf Brecht) préside une convention de science-fiction ;
- Turban (Rama Joan) est une femme mystique qui porte un turban ;
- Beardy (professeur Ross Hunter) est un sociologue de l'université d'Oregon ;
- Petit homme (Clarence Dowd) est un passionné d'ovnis ; il dessine régulièrement le Vagabond (ses croquis figurent dans le roman) ;
- Charlie Furby ;
- Sally Harris et Jake Lesher, à Coney Island, puis errent avec les foules à Times Square, puis se réfugient dans un appartement quand le tsunami arrive ;
- Arab Jones, Pepe Martinez et Bundy sont des drogués ;
- Barbara Katz a pour but de « mettre le grappin » sur un milliardaire, Knolls K. Kettering III ; ils trouveront refuge dans un yacht du vieil homme ;
- Général Spike Stevens et Colonel Mabel Wallingford : deux chefs de la Mission de contrôle de la Base lunaire ; au début ils croient à une simulation d'attaque créée par leurs supérieurs pour les tester ; puis ils réalisent la gravité de la situation ;
- Dai Davies et Richard Hillary, dans le Somerset ;
- Wolf Loner tente de traverser l'Atlantique en solitaire ; en raison du mauvais temps et de la perte de toute communication radio, il n'a aucune idée de ce qu'il se passe ; il découvre avec stupéfaction que son petit catamaran vogue au-dessus de la cathédrale de Boston ;
- Bagong Bung est un guérilléro au Vietnam ;
- sur les côtes d'Amérique du sud, le transatlantique atomique Prince de Galles est attaqué par des pirates révolutionnaires ; les flots engloutissent ces derniers mais le navire devient une sorte de gigantesque arche de Noé.

### Paul prisonnier de Tigrishka
Lors d'un raz-de-marée, Paul et le chat Miaou sont alors enlevés par un être mystérieux venant du Vagabond ; cet être ressemble à un chat légèrement plus grand qu'un homme. Indubitablement, l'être est de sexe féminin.
Prisonnier dans la soucoupe volante, Paul découvre que l'être tente de discuter télépathiquement avec le chat, le prenant pour un congénère ; l'être dit au chat qu'elle s'appelle Tigrishka.
Tigrishka, en fait, croyait que Miaou était l'un des représentants de la principale espèce intelligente sur Terre, les humains n'étant que des singes (Paul est d'ailleurs considéré comme tel).
Découvrant son erreur, Tigrishka ne sait comment traiter Paul : les singes sont des animaux inférieurs sur son monde !
Après quelques jours de réflexion, elle se lie d'amitié avec Paul et lui explique pourquoi le Vagabond a absorbé la Lune.
Comme beaucoup d'humains, les gens de son espèce peuvent être des intellectuels, des manuels, des rêveurs, des entrepreneurs, mais aussi des charlatans, voire des bandits ! Ils font partie d'une culture qui se répand dans l'univers, ayant découvert l'immortalité et pouvant construire des planètes ou voyager dans l'hyperespace. Ils peuvent aussi créer des corps qui reflètent les origines de leurs espèces, comme la forme de chat de Tigrishka. On apprend que le vol spatial du Vagabond les a amenés par hasard aux abords de la Terre. Ils avaient besoin d'une grande quantité de matière afin de la convertir en énergie pour reprendre leur route dans l'hyperespace.

## Prix littéraires
Le roman a remporté en 1965 le Prix Hugo du meilleur roman de science-fiction.

## Éditions françaises
Le Vagabond de Fritz Leiber, traduit de l'américain par Jacques Brécart, a connu différentes éditions françaises :
- Robert Laffont, coll. Ailleurs et Demain no 1, 1969 ; rééditions en 1975 et 1978 ;
- J'ai lu, coll. « Science-fiction » no 608, 1975 ;
- Le Livre de poche, coll. Le Livre de poche SF no 7072, 1987  (ISBN 2-253-04095-9).

Il est à noter que le roman de Fritz Leiber fut le premier volume publié dans la collection « Ailleurs et Demain », dirigée par Gérard Klein.

## Classique de la science-fiction
Ce roman est considéré comme un grand classique de la science-fiction dans les ouvrages de références suivants :
- Annick Beguin, Les 100 principaux titres de la science-fiction, Cosmos 2000, 1981 ;
- Jacques Sadoul, Anthologie de la littérature de science-fiction, Ramsay, 1981 ;
- Enquête du Fanzine Carnage mondain auprès de ses lecteurs, 1989 ;
- Lorris Murail, Les Maîtres de la science-fiction, Bordas, coll. « Compacts », 1993 ;
- Stan Barets, Le science-fictionnaire, Denoël, coll. « Présence du futur », 1994.

## Voir également
Sur le thème du vaisseau extra-terrestre inconnu
- Rendez-vous avec Rama (1973), Arthur C. Clarke ;
- Le Grand Vaisseau (2000), Robert Reed.

Sur le thème des amours extra-terrestres
- Les Navigateurs de l'infini (1925), Rosny aîné ;
- Des rapports étranges (1960), Les Amants étrangers (1961) et Ose (1965), Philip José Farmer.